# ×Festulolium holmbergii
Festulolium holmbergii là một loài thực vật có hoa trong họ Hòa thảo. Loài này được (Dörfl.) P.Fourn. mô tả khoa học đầu tiên năm 1935.